# کلگی کش
کلگی کش، روستایی در دهستان ایرافشان بخش آشار شهرستان مهرستان در استان سیستان و بلوچستان ایران است.

## جمعیت
بر پایه سرشماری عمومی نفوس و مسکن در سال ۱۳۹۵، جمعیت این روستا برابر با ۲۲۶ نفر (۶۰ خانوار) بوده‌است.